# New Orleans (Schiff, 1968)
Die USS New Orleans (LPH-11) war ein zur Iwo-Jima-Klasse gehörendes amphibisches Angriffsschiff der United States Navy, das im November 1968 in Dienst gestellt wurde. In seiner aktiven Laufbahn war das Schiff unter anderem bei Einsätzen im Vietnamkrieg und im Zweiten Golfkrieg beteiligt. Die New Orleans blieb bis Oktober 1997 in Fahrt, lag anschließend in der Reserveflotte und wurde im Juli 2010 als Zielschiff vor Kauaʻi versenkt.

## Geschichte

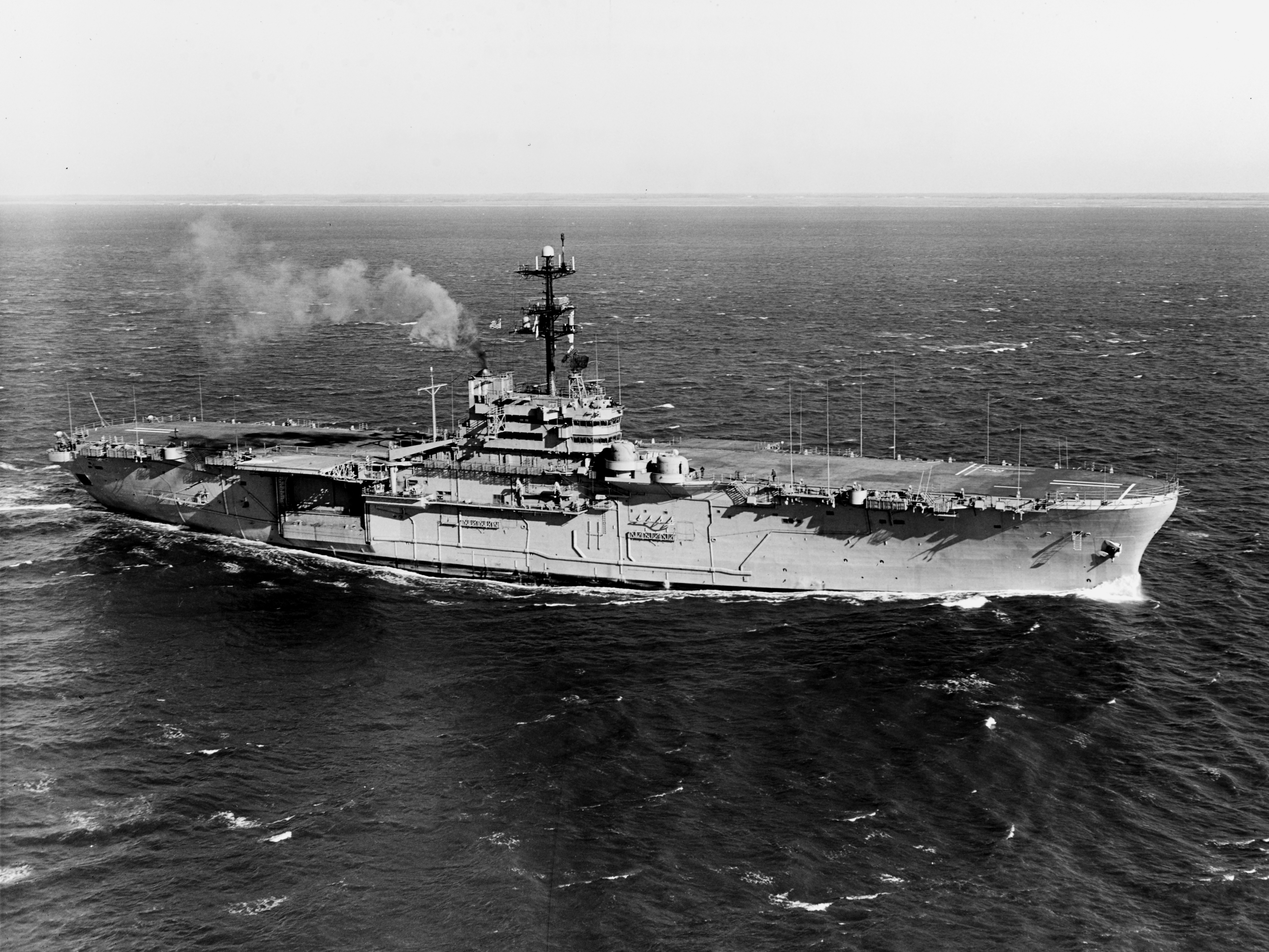
Die New Orleans kurz nach Indienststellung im Dezember 1968

Die New Orleans wurde am 1. März 1966 in der Philadelphia Naval Shipyard auf Kiel gelegt und lief am 3. Februar 1968 vom Stapel. Die Indienststellung erfolgte am 16. November 1968 unter dem Kommando von Captain G.M. Even. Das Schiff war nach der Schlacht von New Orleans benannt.
Den ersten aktiven Kriegseinsatz in Vietnam erlebte die New Orleans als Flaggschiff der Amphibious Ready Group Bravo im August 1969. Hauptaufgabe war die Landung von Truppen und Helikoptereinheiten an der Küste Vietnams. Der dortige Einsatz des Schiffes endete im März 1970.
Nach Übungsmanövern im Südchinesischen Meer wurde die New Orleans im August 1970 zum Flaggschiff des Kommandanten der First Fleet und war als solches beim Besuch Richard Nixons in Puerto Vallarta anwesend. Am 9. Februar 1971 barg das Schiff die Apollo 14-Astronauten Alan Shepard, Stuart Roosa und Edgar Mitchell, deren Raumkapsel etwa 900 Seemeilen vor Amerikanisch-Samoa landete.
Nach weiteren Übungseinsätzen und einem längeren Werftaufenthalt nahm die New Orleans als Flaggschiff der Task Force 76 an Hilfseinsätzen für Flutopfer auf den Philippinen teil, wofür sie die Philippine Presidential Unit Citation erhielt. Im September 1973 beteiligte sich das Schiff an den Bergungseinsätzen für Skylab 3 und im Februar 1974 für Skylab 4. Am 24. Juli war es bei der Bergung der Apollo-Sojus-Astronauten Tom Stafford, Deke Slayton und Vance D. Brand anwesend.
1980 war die New Orleans mehrere Monate während der Geiselnahme von Teheran im Indischen Ozean anwesend. Die folgenden Jahre nahm das Schiff an mehreren Übungseinsätzen teil, darunter die erste Landungsmission auf Iwojima seit dem Zweiten Weltkrieg im Jahr 1984. 1986 diente die New Orleans als Hilfsschiff bei Ronald Reagans Besuch in Bali.
Im Januar 1990 wurde das Schiff in den Persischen Golf verlegt. Dort nahm es von Dezember 1990 bis August 1991 an Einsätzen der Operation Desert Storm und Desert Shield teil. Anschließend kehrte es in die Vereinigten Staaten zurück. Im September 1993 nahm die New Orleans als Einheit der Unified Task Force an Hilfseinsätzen in Somalia teil.

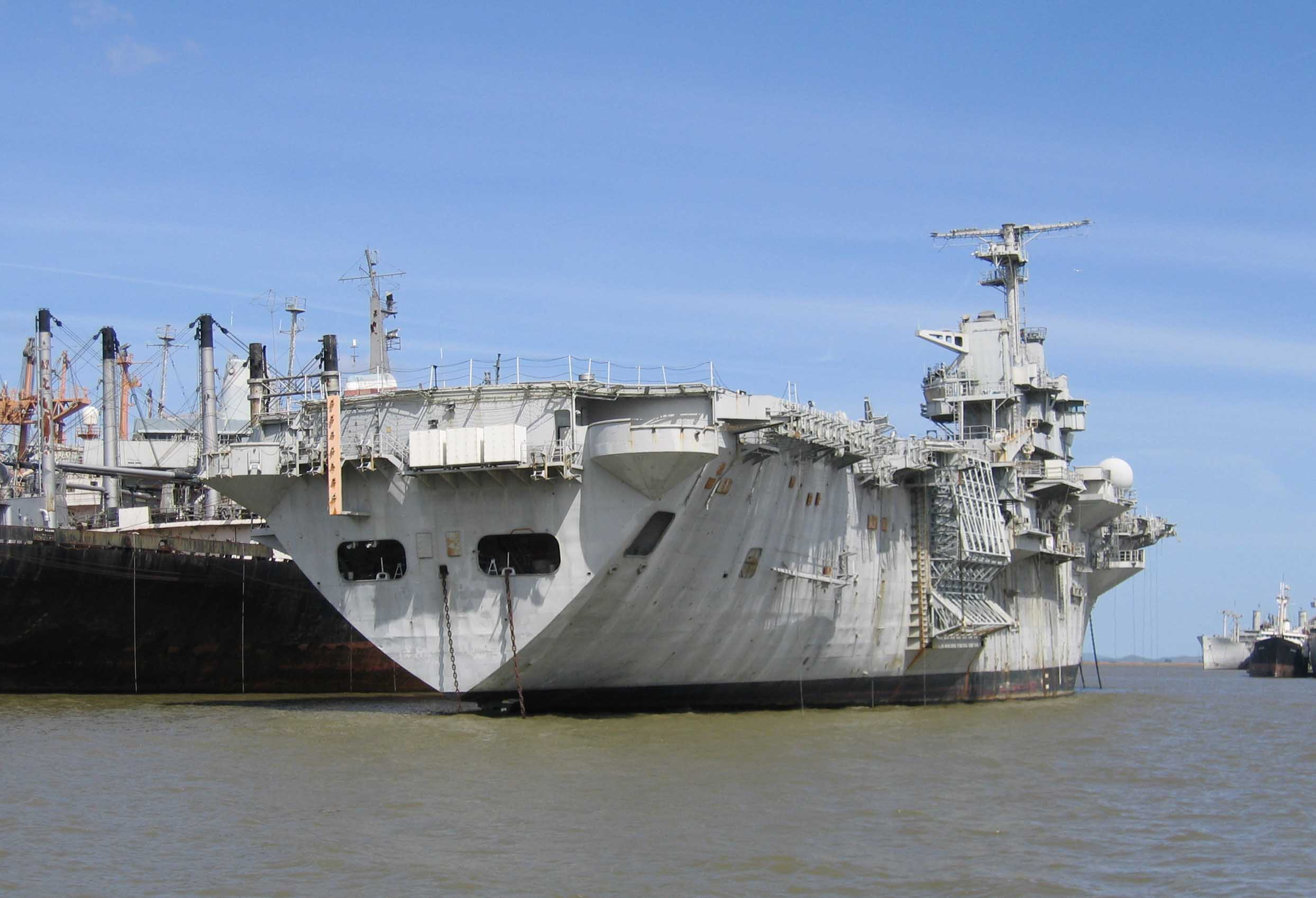
Die New Orleans in Suisun Bay, März 2006

Im November 1994 diente die New Orleans als Drehort für den Film Apollo 13. Sie stellte hierbei ihr Schwesterschiff Iwo Jima dar, das zu diesem Zeitpunkt schon außer Dienst gestellt war und deshalb nicht für die Dreharbeiten zur Verfügung stand. Neben den Hauptdarstellern Tom Hanks, Kevin Bacon und Bill Paxton waren auch der Regisseur Ron Howard und der Astronaut Jim Lovell, der als Berater für die Dreharbeiten tätig war, an Bord anwesend.
Die New Orleans wurde am 31. Oktober 1997 außer Dienst gestellt und zur Reserveflotte nach Suisun Bay überstellt. Die Streichung aus dem Naval Vessel Register erfolgte am 23. Oktober 1998. Bemühungen zum Erhalt des Schiffes als Museumsschiff in Long Beach zerschlugen sich. Nachdem die New Orleans ursprünglich abgewrackt werden sollte, wurde sie am 10. Juli 2010 im Rahmen des multinationalen Manövers RIMPAC siebzig Meilen nordwestlich von Kauaʻi versenkt.